# Anonyx comecrudus
Anonyx comecrudus is een vlokreeftensoort uit de familie van de Uristidae. De wetenschappelijke naam van de soort is voor het eerst geldig gepubliceerd in 1971 door J.L. Barnard.